# 金特斯莱本
金特斯莱本是德国巴伐利亚州的一个市镇。总面积16.05平方公里，总人口4397人，其中男性2175人，女性2222人（2011年12月31日），人口密度274人/平方公里。